# Vester Kejlstrup
Vester Kejlstrup var en herregård i Balle Sogn og fra 1941 Alderslyst Sogn, der var beliggende, oprindelig lidt nord for Silkeborg, i byens nuværende industrikvarter. Den hørte under Silkeborg Slot, og blev i 1661 sammen med den nærliggende Vester Kejlstrup, overdraget til vinskænk Christian Fischer, og var derefter i privat eje til Silkeborg Kommune købte den i 1943 og fortsatte allerede påbegyndte udstykninger. Gården er senere nedrevet.
Først i 1900-tallet havde den iflg. Danske Gaarde et areal på 670 tdr. land, deraf ager 530, mose 34, skov 30, hedeplantning ca. 50, tilliggende til husene 20, have og gårdsplads 6 tdr. land. 
Gården blev udstykket i 1936 til husmandssteder.